# 聆聽無聲世界
聆聽無聲世界（英語：The World of Silence），是香港電台社區參與廣播服務試驗計劃第11季的節目之一，負責製作此節目為慈善機構「龍耳」。首播時間逢星期二晚上8時至9時，節目由2016年1月11日至4月10日，共13集，於香港電台數碼31台播出。

## 背景
慈善機構「龍耳」為了宣揚聾健共融的理念，遂向香港電台申請社區參與廣播服務試驗計劃。在公眾投票期間，蔡國威曾拍攝宣傳短片，呼籲公眾投票此項目。該項目最後以180票成功獲得該計劃的資助，製作一連13集的節目。

## 節目內容
透過主持及嘉賓的聲音導航，令聽眾進入聾人的無聲世界，體會他們日常生活中的喜、怒、哀、樂，還有聾人文化、娛樂及愛情故事。其中一項環節「聾人家書」會邀請聾人寫給家人的心聲，由不同的知名人士娓娓道出。此節目的編導及監製為鍾益倫。

## 每集主題
| 集數 | 首播日期 | 主持   | 嘉賓                    | 手語翻譯員     | 主題                                             | 聾人家書   |
| 1    | 1月12日  | 馬芬燕 | 邵日贊                  |                | 龍耳的成立故事與聾人服務的發展                   | 高皓正     |
| 2    | 1月19日  | 馬芬燕 | 鄭思敏、朱芷茵          | 林鳳仙         | 求學之路：聽障人士學習的困難及改變的契機         | 鄧英敏     |
| 3    | 1月26日  | 鄺浩然 | 黃惠蘭、馬芬燕          |                | 用手打造溝通橋：認識手語及手語翻譯員工作的苦與樂 | 蔡國威     |
| 4    | 2月2日   | 馬芬燕 | 鄺浩然、陳文康          |                | 聾人文化：手語電視發展                           | 蔡梓銘     |
| 5    | 2月9日   | 馬芬燕 | 楊曉静、凌浩雲、陳綺華  |                | 聽障人士的求職路(1) 聾健工作間                   | 盤菜瑩子   |
| 6    | 2月16日  | 馬芬燕 | 潘頌詩、盤浩雯          | 林鳳仙         | 聽障人士的求職路(2) 高學歷聾人的心聲             | 張超雄     |
| 7    | 2月23日  | 馬芬燕 | 蕭沛怡、關美梨          |                | 聾人家庭：無聲的親子教育                         | 高永文局長 |
| 8    | 3月1日   | 馬芬燕 | 黃惠蘭、黃淑冰、馬寶兒  | 林鳳仙         | 聾人文化：聾人粤劇的故事                         | 魏綺珊     |
| 9    | 3月8日   | 馬芬燕 | 張濤、郭琼、 鄧肇中     | 林鳳仙、黃俊傑 | 聾人文化：聾人運動及出國比賽趣事分享             | 陳偉雄     |
| 10   | 3月15日  | 馬芬燕 | 文樹成、劉永殷          | 林鳳仙         | 聾人的愛情故事                                   | 河國榮     |
| 11   | 3月22日  | 馬芬燕 | 張燕芬、盧浩元、 鄺浩然 | 林鳳仙         | 人工耳蝸的決擇                                   |            |
| 12   | 3月29日  | 馬芬燕 | 文樹成、劉永殷          | 林鳳仙         | 聾健共融社區齊手創：社區無障礙                   | 馬芬燕     |
| 13   | 4月5日   | 馬芬燕 | 張燕芬、盧浩元、 鄺浩然 | 林鳳仙         | 聾健共融社區齊手創：資訊無障礙                   | 鄧萃雯     |

## 外部連結
- 「聆聽無聲世界」官方網頁

| 前一節目： 晚間新聞/財經 (與香港電台普通話台聯播) | 香港電台數碼31台節目 星期二晚上8時至9時 | 下一節目： 社區參與廣播時段︰ 你在明，我在暗 |